# سمولنگک (شهرستان سانوک)
سمولنگک (به لهستانی:  Smolnik) یک روستا در لهستان است که در گمینا کومانگچا واقع شده‌است. سمولنگک ۱۶۰ نفر جمعیت دارد.